# Trogloplax
Trogloplax is een geslacht van kreeftachtigen uit de klasse van de Malacostraca (hogere kreeftachtigen).

## Soort
- Trogloplax joliveti Guinot, 1986